# Паскуале Вілларі
Паскуале Вілларі (італ. Pasquale Villari; рід. 3 жовтня 1827, Неаполь — 11 грудня 1917, Флоренція) — італійський історик і політичний діяч. Професор історії у Флоренції 1866, член парламенту, 1884 сенатор, 1892 міністр народної освіти в кабінеті Рудини.

## Біографія
Брав участь у повстанні 15 травня 1848 року в Неаполі проти уряду Бурбона, внаслідок чого змушений був шукати притулку у Флоренції, де навчався і займався історичними дослідженнями в публічних бібліотеках. В 1856 році він почав публікувати перші історичні статті в Archivio Storico Italiano, а в 1859 році видав перший том своєї праці Storia di Girolamo Savonarola e de' suoi tempi, завдяки якому був призначений викладачем історії в Пізі.
Другий том з'явився в 1861 році, і робота, яка скоро стала на його батьківщині визнаною класикою, була перекладена на різні іноземні мови. Незабаром Виллари почав роботу над ще більш серйозною працею, Niccolò Machiavelli e i suoi tempi (1877—1882). В цей час він виїхав з Пізи і зайняв посаду завідувача кафедри філософії історії в інституті Studii Superiori у Флоренції, де він був призначений членом ради освіти (1862 рік). Він служив присяжним засідателем на міжнародній виставці того ж року в Лондоні і написав важливу монографію про освіту в Англії і Шотландії.
У 1869 році він був призначений заступником державного міністра освіти і незабаром після цього був обраний членом парламенту, займаючи цю посаду протягом декількох років. У 1884 році він був сенатором, а в 1891—1892 роках — міністром освіти в першому кабінеті маркіза ді Рудини. У 1893—1894 роках Паскуале опублікував численні есе з флорентійської історії, спочатку виданої в Nuova Antologia під загальною назвою  I primi due secoli della storia di Firenze, а в 1901 році написав Le Invasioni barbariche in Italia, науково-популярну роботу, що розповідає про події відразу після падіння Римської імперії. Всі ці роботи були перекладені на англійську мову дружиною історика, Ліндою Вайт Виллари. Іншою стороною діяльності Виллари був його інтерес до політичних і соціальних проблем сучасного йому світу; хоча він ніколи не був членом якої-небудь політичної партії, його мови і листи завжди привертали значну увагу італійської громадськості.
Членкор Британської академії (1914).

## Твори
- Saggio sulla filosofia storia della, 1854;
- Storia di Gerolamo Savonarola e dei suoi tempi, 2 volumi, 1859—1861;
- Lettere meridionali, 1875;
- Niccolò Machiavelli e i suoi tempi, 3 volumi, 1877—1882;
- Arte, storia e filosofia, 1884;
- I primi due secoli della Storia di Firenze, 2 volumi, 1893—1894;
- Le invasioni barbariche in Italia, 1901;
- L'italia da Carlo Magno ad Arrigo VII, 1910;